# Лишко, Полина Валерьевна
Полина Валерьевна Лишко (укр. Поліна Валеріївна Лішко, англ. Polina Valeriivna Lishko, род. 13 июня 1974, Киев) — американский биолог, специалист по клеточной биологии и биологии развития. Она была биомедицинским учёным Pew в 2015 году. Она является стипендиатом программы Макартура 2020 года. В настоящее время она является доцентом Калифорнийского университета в Беркли, а также приглашённым профессором Института Бака по исследованию старения. 

## Юные годы и образование
Полина Валерьевна Лишко родилась в Киеве, Украинская ССР, СССР (ныне Киев, Украина) в 1974 году. Её родители были химиками и работали в Киевском университете имени Тараса Шевченко. В 1996 году Лишко окончила Национальный университет имени Тараса Шевченко. В 2000 году защитила кандидатскую диссертацию под руководством Олега Александровича Крышталя в Институте физиологии им. А.А. Богомольца НАН Украины. В Институте физиологии имени Богомольца она познакомилась с Юрием Киричок, за которого впоследствии вышла замуж.

## Карьера
Получив докторскую степень, Лишко работала научным сотрудником в Гарвардском университете в лаборатории Рашель Годе. С 2006 по 2011 год она работала в Калифорнийском университете в Сан-Франциско. С 2012 года она преподаёт в Калифорнийском университете в Беркли и занимает должность доцента.
Она была первым человеком, успешно исследовавшим электрофизиологию человеческой спермы. В настоящее время её лаборатория занимается изучением ионных каналов сперматозоидов, митохондриального разобщения сперматозоидов, стероидных гормонов и старения яичников, а также биоактивной липидной сигнализации в сосудистом сплетении. В 2016 году её лаборатория открыла механизм, с помощью которого прогестерон активирует сперматозоиды через белок ABHD2. В 2022 году она была удостоена премии Senior Cranefield Award от журнала The Journal of General Physiology и Общества общих физиологов за свою работу по влиянию половых стероидов на калиевые каналы.
В 2022 году Лишко стала почётным лауреатом премии Great Immigrants Awards Корпорации Карнеги в Нью-Йорке.